# Новокалиновка (Днепропетровская область)
Новокалиновка (укр. Новокалинівка) — село,
Маломихайловский сельский совет,
Криничанский район,
Днепропетровская область,
Украина.
Код КОАТУУ — 1222084003. Население по переписи 2001 года составляло 71 человек.

## Географическое положение
Село Новокалиновка находится на расстоянии до 2-х км от сёл Черкасское и Лозуватское.
Рядом проходят автомобильные дороги Н-11 и Т-0420.